# Johannes Kempmann
Johannes Kempmann (* 15. April 1954 in München) ist ein deutscher Politiker (Bündnis 90/Die Grünen) und Lobbyist in der deutschen Energiewirtschaft. 

## Leben
Nach dem Besuch der Volksschule in München-Obermenzing absolvierte Kempmann das Abitur in Berlin-Nikolassee. In der Folge studierte er an der Freien Universität Berlin Politikwissenschaft und Stadt- und Regionalplanung an der Technischen Universität Berlin. In den Jahren 1983 bis 1986 arbeitete er als selbstständiger Stadt- und Regionalplaner. Der Partei Die Grünen trat er im Jahr 1982 bei, er wirkte 1983 bis 1986 in der Bürgerinitiative Umweltschutz Lüchow-Dannenberg unter anderem als ehrenamtlicher Pressesprecher und der Arbeitsgemeinschaft Schacht Konrad mit. 
Vom 15. Juni 1986 bis 20. Juni 1994 war er Mitglied des Niedersächsischen Landtags (11. und 12. Wahlperiode). Vom 17. Mai 1990 bis 22. Juni 1992 übernahm er den stellvertretenden Vorsitz der Landtagsfraktion der Grünen. 
1987 übernahm er die presserechtliche Verantwortung für das bayerische Anti-Wackersdorf-Magazin bzw. Anti-Atom-Magazin Radi Aktiv.
In den Jahren 1995 bis 1997 arbeitete er als Geschäftsführer der Energieagentur Sachsen-Anhalt; nach 1998 war er als Technischer Direktor der Städtischen Werke Magdeburg (SWM) tätig. Seit März 2019 ist Andreas Fedorczuk Technischer Geschäftsführer der SWM. Kempmann ist zudem stellvertretender Aufsichtsratsvorsitzender der Prokon eG.
Von 2014 bis 2018 war Kempmann Präsident der Lobbyistenorganisation Bundesverband der Energie- und Wasserwirtschaft (BDEW).
Seit dem 19. August 2016 ist er mit Marianne Tritz verheiratet.